# 和平牧场
和平牧场是一个位于中华人民共和国黑龙江省大庆市大同区的牧场，亦是黑龙江省农垦绥化管理局所属的一个牧场。
和平牧场位于松嫩平原中部，总面积324.91平方公里，总人口10714人。

## 行政区划
和平牧场下辖以下单位：
和平场直、和平牧场新河管理区、和平牧场先锋管理区、和平牧场东风管理区、和平牧场二腾管理区和和平牧场蒙古管理区。